# Алор-Сетар
Алор-Сетар (в 2004—2008 роках відоме як Алор-Стар) — місто в Малайзії, столиця штату Кедах і адміністративний центр округу Кота-Сетар. Населення — близько 300 тис. чол. Розташований в північній частині Малайзії, за 45 км на південь від кордону з Таїландом. Алор-Сетар — одне з найстаріших міст регіону, також є важливим транспортним центром.

## Населення
Кедахські малайці (одна з найбільших малайських субетнічних груп) становлять більшість в Алор-Сетарі, а далі йдуть китайці, індійці і тайці. Іншими малайцями є паттанійські малайці (або яві).

## Клімат
Місто знаходиться у зоні, котра характеризується мусонним кліматом. Найтепліший місяць — березень із середньою температурою 28.3 °C (83 °F). Найхолодніший місяць — січень, із середньою температурою 26.7 °С (80 °F).
| Клімат Алор-Сетара      | Клімат Алор-Сетара | Клімат Алор-Сетара | Клімат Алор-Сетара | Клімат Алор-Сетара | Клімат Алор-Сетара | Клімат Алор-Сетара | Клімат Алор-Сетара | Клімат Алор-Сетара | Клімат Алор-Сетара | Клімат Алор-Сетара | Клімат Алор-Сетара | Клімат Алор-Сетара | Клімат Алор-Сетара |
| Показник                | Січ.               | Лют.               | Бер.               | Квіт.              | Трав.              | Черв.              | Лип.               | Серп.              | Вер.               | Жовт.              | Лист.              | Груд.              | Рік                |
| Абсолютний максимум, °C | 36                 | 36                 | 37                 | 37                 | 37                 | 35                 | 33                 | 36                 | 33                 | 33                 | 35                 | 33                 | 37                 |
| Середній максимум, °C   | 32                 | 33                 | 33                 | 33                 | 32                 | 31                 | 31                 | 31                 | 30                 | 30                 | 31                 | 31                 | 31                 |
| Середня температура, °C | 26                 | 27                 | 27                 | 28                 | 27                 | 27                 | 27                 | 27                 | 26                 | 26                 | 26                 | 26                 | 26                 |
| Середній мінімум, °C    | 21                 | 21                 | 22                 | 23                 | 23                 | 23                 | 23                 | 23                 | 23                 | 23                 | 22                 | 22                 | 22                 |
| Абсолютний мінімум, °C  | 16                 | 17                 | 17                 | 21                 | 22                 | 22                 | 21                 | 21                 | 21                 | 21                 | 18                 | 18                 | 16                 |
| Норма опадів, мм        | 60                 | 50                 | 140                | 220                | 270                | 190                | 190                | 260                | 320                | 300                | 200                | 130                | 2390               |
| Днів з дощем            | 4                  | 4                  | 5                  | 5                  | 6                  | 12                 | 12                 | 14                 | 14                 | 14                 | 11                 | 7                  | 111                |
| Вологість повітря, %    | 71                 | 66                 | 70                 | 75                 | 79                 | 79                 | 79                 | 79                 | 82                 | 84                 | 83                 | 77                 | 77                 |
| ----------------------- | ------------------ | ------------------ | ------------------ | ------------------ | ------------------ | ------------------ | ------------------ | ------------------ | ------------------ | ------------------ | ------------------ | ------------------ | ------------------ |
| Джерело: Weatherbase    |                    |                    |                    |                    |                    |                    |                    |                    |                    |                    |                    |                    |                    |

## Цікаві місця

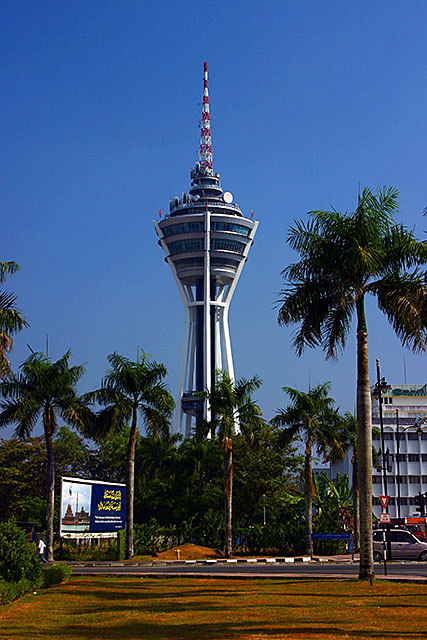
Вежа Алор-Сетар

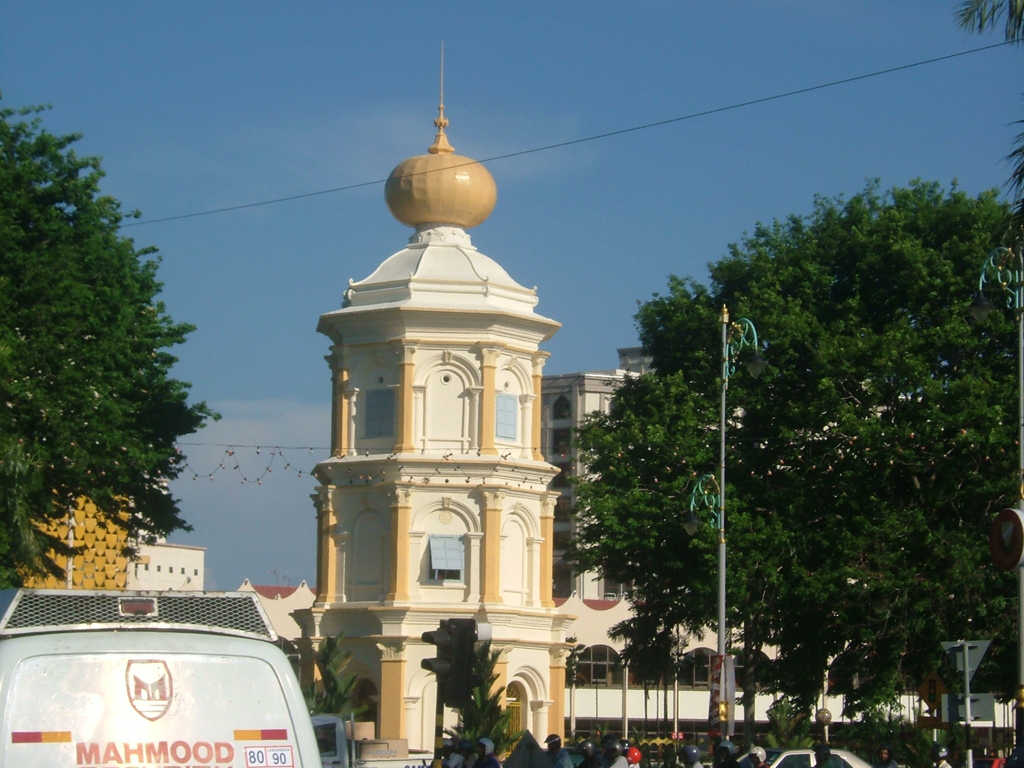
Балай Нобат (Balai Nobat)

Серед визначних пам'яток міста можна відзначити телекомунікаційну вежу Menara Alor Setar (165 м), Balai Nobat — триступінчату, восьмикутну вежу 18 м у висоту і 5 м в ширину, єдиним призначенням якої є зберігання всіх королівських музичних інструментів, включаючи гонг відомий як nobat. Також в місті є художня галерея Кедаху (Kedah State Art Gallery), колекція якої включає картини, світлини, музичні інструменти та вироби ремісників. На березі річки знаходяться залишки форту Kota Kuala Kedah, який упродовж століть захищав місто від морських атак. Muzium Negeri — державний музей з великою колекцією культурної, історичної та королівської спадщини Кедаху.